# Bandera del Tolima
La bandera del Tolima es el principal símbolo oficial del departamento colombiano del Tolima; consiste en dos franjas en sentido horizontal, una de color vinotinto que simboliza la sangre derramada por los héroes tolimenses en las luchas de la independencia y la otra de color amarillo que simboliza la riqueza minera del departamento. Fue adoptada por medio del decreto 386 de 1968.
El Tolima tuvo su primera bandera cuando se creó el Estado Soberano del Tolima en 1861; esta era la misma de Colombia, con el escudo nacional superpuesto en el centro, el cual iba rodeado por un óvalo de color rojo con un lema que llevaba el nombre del Estado en él. Esta norma se utilizó para todos los demás estados de la Unión Colombiana, con la inscripción cambiada por su respectivo nombre de tolima.
Estas banderas fueron usadas hasta 1886, cuando los Estados Soberanos fueron suprimidos y a partir de ellos fueron creados los departamentos.

## Banderas históricas

Bandera del Estado Libre de Mariquita en 1814.
Bandera del Estado Soberano del Tolima en 1863.